# Улица Кирова (Сочи)
У́лица Ки́рова — старейшая и одна из главных улиц микрорайона Адлер города Сочи, Краснодарский край, Россия.

## Расположение
Улица начинается нумерацией у берега Чёрного моря и идёт в направлении от него в сторону железной дороги.

## История

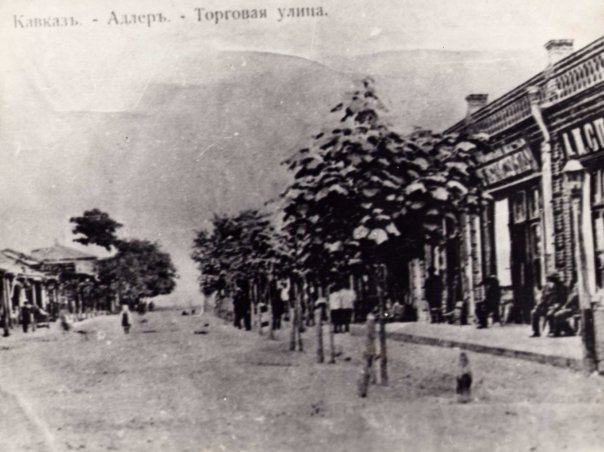
Торговая улица в Адлере. 1910-е гг.

Старейшая улица бывшего сельского поселения Адлер, до революции называлась Торговая. В Советское время была переименована в Красную, а позже — в честь советского политического деятеля Сергея Мироновича Кирова. В здании нынешней Музыкальной школы (дом № 26) в 1918 проходил I Съезд советов Адлерской волости.

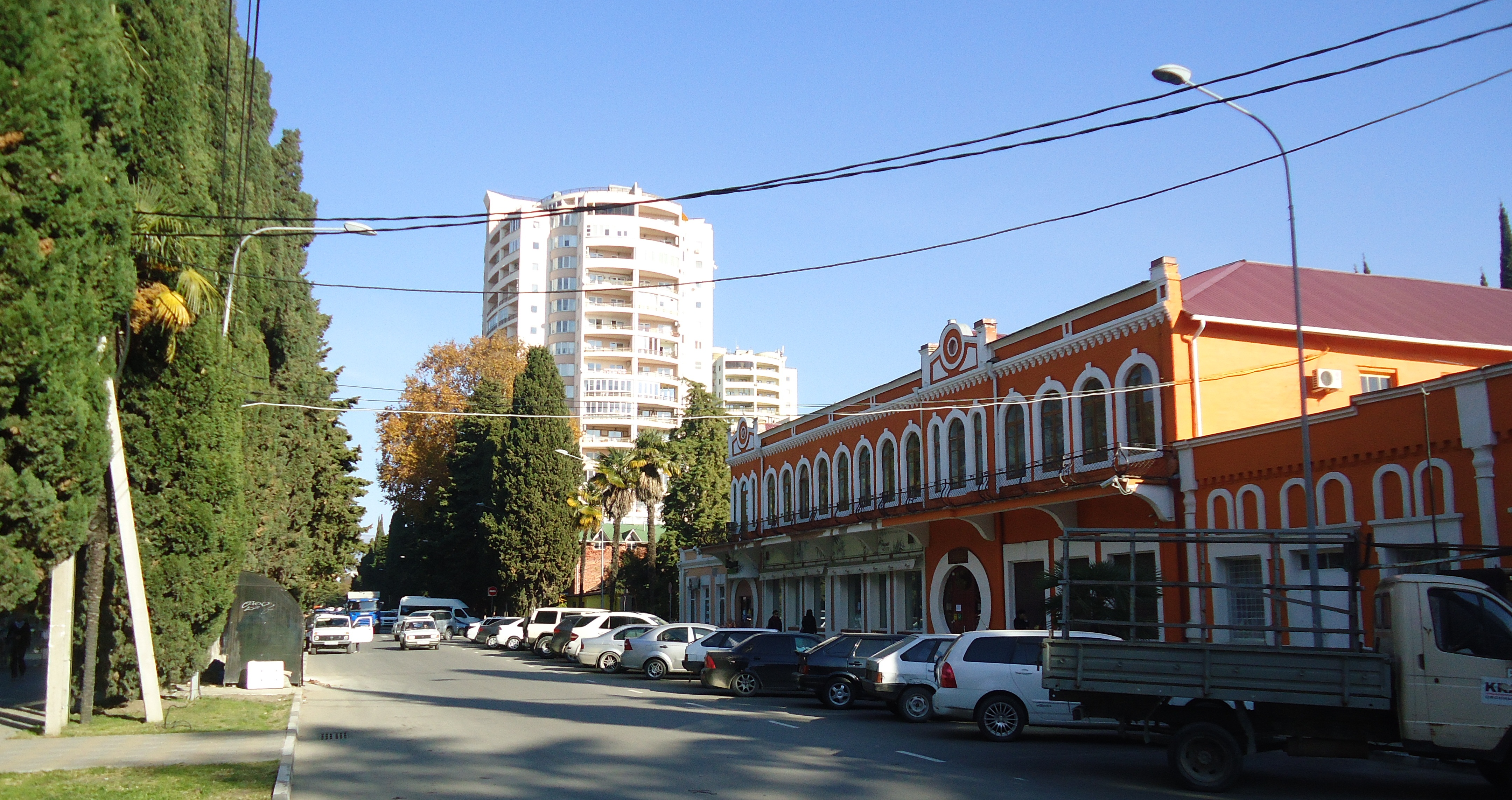
Улица Кирова

В 2022 году на ул. Кирова было отремонтировано дорожное покрытие, о чём был установлен знак посередине тротуара.

## Пересекает улицы
- Улица Просвещения
- Улица Крупской
- Улица Энгельса
- Улица Хмельницкого
- Улица Морозова
- Улица Ленина
- Улица Молокова
- Насыпная улица

## Достопримечательности

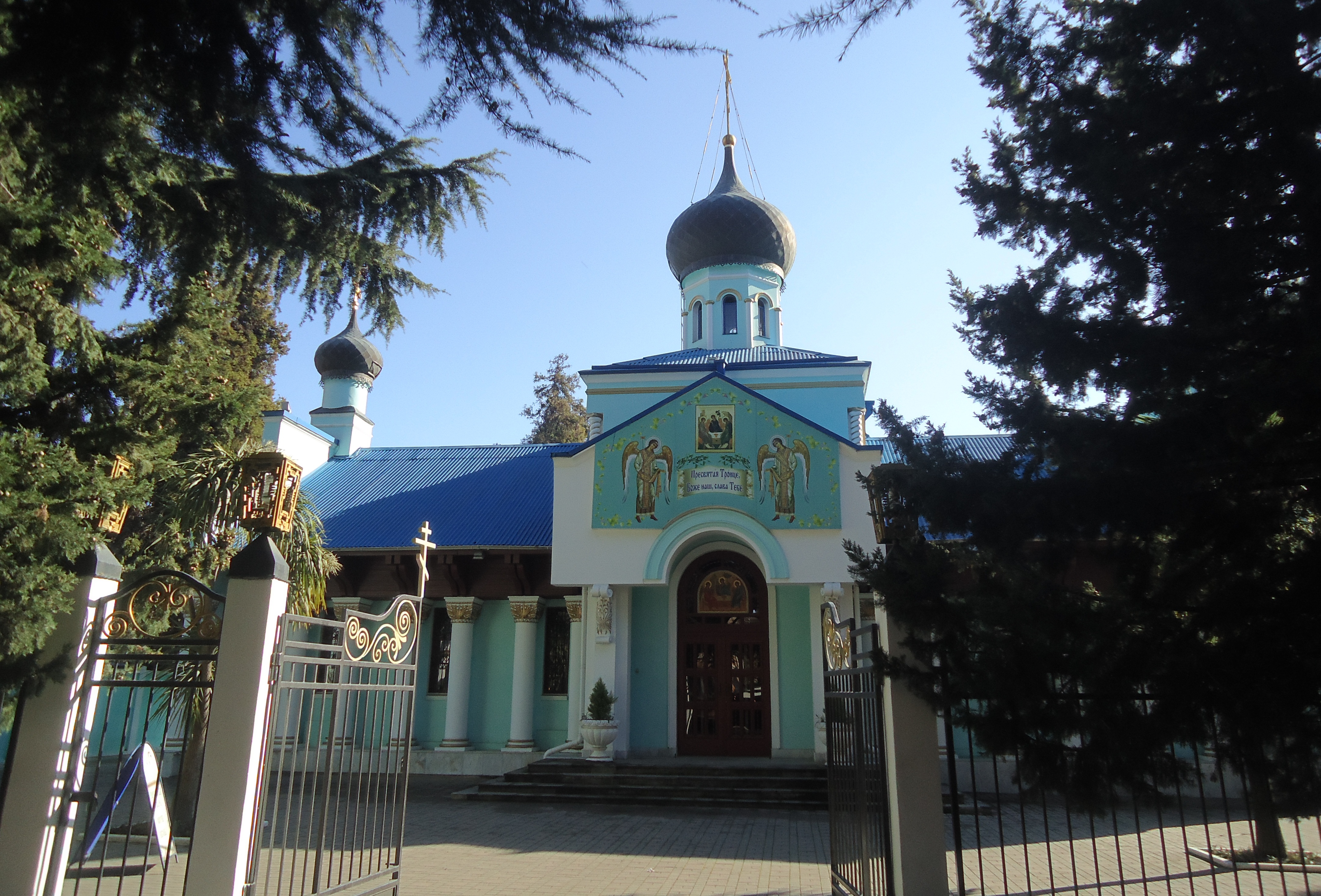
Свято-Троицкая церковь (бывшие кассы «Аэрофлота» до 1991 года)

- № 22-а — Свято-Троицкая церковь
- № 26 — Музыкальная школа № 3
- № 50 — Городская больница № 6